# Oskar Panizza
Leopold Hermann Oskar Panizza, född 12 november 1853 i Kissingen, död 28 september 1921 i Bayreuth, var en tysk läkare, psykiater, författare, satiriker, reformortografiker, psykiatrikritiker, religionskritiker och publicist. Hans drama Kärlekskonciliet beslagtogs av myndigheterna efter publicerandet av första bokupplagan 1894 och det dröjde ända till 1967 innan ett uruppförande ägde rum, på en liten scen i Wien. Till svenska översattes stycket 1970.

## Liv och verksamhet
Oskar Panizza tog studenten sent, som 23-åring hösten 1876. Han studerade därefter medicin och doktorerade 1880 med det högsta distinktionsbetyget summa cum laude. 1882 blev han assisterande läkare under ledning av professor Bernhard von Gudden vid Oberbayerischen Kreisirrenanstalt, en regional "asyl", som man sade här vid denna tid eller hospital som det kallades i Sverige, för alla sorters känslomässigt störda och psykopatologiskt ansatta medborgare i Oberbayern, med München som centrum. Efter två år lämnade Panizza in sin avskedsansökan av såväl hälsoskäl (depressioner) som meningsskiljaktigheter i förhållande till ledningen, och återvände aldrig till psykiatrin som yrkesman. 1885 hade han en egen, kortvarig praktik som allmänläkare i München innan han gav upp yrket helt, för att aldrig mer utöva det. Till sin försörjning hade han året innan beviljats ett årligt belopp på 6000 riksmark ur sitt arv och han ägnade sig alltmer åt litteraturen.
Panizza debuterade som poet med samlingen Düstre Lieder (1885) och reste samma år till London där han stannade i ett år.
Ett decennium senare dömdes han för hädelse till ett års straffarbete för sin satiriska pjäs Kärlekskonciliet (1894), i vilken han gisslade romersk-katolska kyrkan. Det är det enda verket av honom som är översatt till svenska, vilket gjordes först närmare 80 år senare år 1970. Panizza valde att emigrera till Schweiz efter avtjänat straff, och på kort tid trycktes tre upplagor av Kärlekskonciliet i Zürich. Så småningom blev han utvisad från Schweiz och bosatte sig då i Paris. 
Efter sin återkomst till Tyskland 1901 häktades han för majestätsbrott, begånget i diktboken Parisjana. Deutsche Verse aus Paris (1899), och fördes 1904 till samma hospital som han en gång hade arbetet vid.
Hans författarskap omfattar berättelser, dramer och essäer i psykologiska ämnen och filosofiska. Som lyriker var han påverkad av Heinrich Heine, i sin prosa av Edgar Allan Poe. "Han utövade ett icke obetydligt inflytande på den av Michael Georg Conrad ledda litterära rörelsen", enligt det danska uppslagsverket Salmonsens konversationsleksikon från början av 1900-talet, "men hans hänsynslösa och hatfulla utfall sköt långt över målet och skadade hans ställning." Av hans dikter kan nämnas Düstre Lieder (1885), av hans berättelser Dämmerungsstücke (1890). Vidare kan nämnas den moraliska komedin Der heilige Staatsanwalt och Dialoge im Gaiste Huttens.
I förordet till den tredje upplagan av Anthologie de l'humour noir (1966) berättade André Breton att han avstått från att utöka antologin med ytterligare bidrag sedan förra upplagan 1950, men hade han gjort det skulle något av Oskar Panizza hört dit.

## Verk (urval)
- Düstre Lieder, dikter (1885)
- Dämmerungsstücke, fyra berättelser (1890)
- Der heilige Staatsanwalt, komedi (1894)
- Das Liebeskonzil. Himmels-Tragödie in fünf Aufzügen (1894) Online (projekt-gutenberg.org) (tyska)
  - Kärlekskonciliet : en himmelsk tragedi. Till Ulrich von Huttens minne, översättning av Göran O. Eriksson (Stockholms: Sveriges Radio, 1970)
- Ein guter Kerl. Tragische Szene in 1 Akt (München: Höher, 1896)
- Dialoge im Gaiste Huttens, i Panizzas tidskrift Zürcher Diskußjonen (Zürich, 1897)
- Parisjana. Deutsche Verse aus Paris (1899)